# Лядов, Юрий Григорьевич
Юрий Григорьевич Лядов (бел. Юрый Рыго́равіч Лядаў; 3 декабря 1987, Минск, СССР) — белорусский биатлонист. Занимается биатлоном с 2000 года. Член сборной команды Беларуси по биатлону с 2009 г. Живёт в Минске.

## Лучшие Награды
- Бронзовый призёр чемпионата мира среди юниоров в эстафете: (2006).
- Бронзовый призёр чемпионата Европы в эстафете: (2011).
- Кубок мира:
  - Высшее место:
    - 36-е место в общем зачёте в сезоне 2014/2015 (192 очка)
    - 11-е место в спринте на этапе в Оберхофе(город в Германии)  сезоне 2014/2015
    - 4-е место в смешанной эстафете на чемпионате мира 2015

### Участие в Олимпийских играх
| Год  | Место проведения | Инд | Спр | Пр | МС | Эст | СмЭ |
| 2014 | Сочи             | -   | 57  | 56 | -  | 13  | -   |

### Участие в Чемпионатах мира
| Год  | Место проведения | Инд | Спр | Пр | МС | Эст | См |
| 2012 | ЧМ Рупольдинг    | -   | 79  | -  | -  | -   | -  |
| 2013 | ЧМ Нове-Место    | 71  | -   | -  | -  | -   | -  |
| 2015 | ЧМ Контиолахти   | 17  | 16  | 17 | 20 | 10  | 4  |
| 2016 | ЧМ Хольменколлен |     | -   | -  |    |     | -  |

### Общий зачёт в Кубке мира
- 2011/2012 — 86-е место (19 очков)
- 2014/2015 — 36-е место (192 очка)
- 2015—2016 — 74-е место (27 очков)